# Marco Giampaolo
Marco Giampaolo (Bellinzona, 2 augustus 1967) is een voormalig profvoetballer uit Italië, die werd geboren in Zwitserland. Na zijn actieve loopbaan stapte hij het trainersvak in.